# Muriel Rochat Rienth
 (novembre 2008).
Si vous disposez d'ouvrages ou d'articles de référence ou si vous connaissez des sites web de qualité traitant du thème abordé ici, merci de compléter l'article en donnant les références utiles à sa vérifiabilité et en les liant à la section « Notes et références ».
Muriel Rochat Rienth, née le 25 mars 1971 à Bâle, est une flûtiste à bec suisse.

## Biographie
Née à Bâle, elle a obtenu son diplôme de virtuosité en 1997 dans la classe de Michel Piguet à la Schola Cantorum Basiliensis. Comme soliste, elle joue les concertos de Vivaldi, Sammartini, Telemann avec différents orchestres de Suisse et s'est produite en Suisse, Italie, Belgique, Autriche et en Espagne. En 2000, elle a fondé l'ensemble de musique baroque La Tempesta Basel avec lequel elle a obtenu le prix suisse Orpheus la même année. Pour le label espagnol Enchiriadis elle a publié avec son ensemble en 2009 les sonates pour flûte à bec et les cantates pour ténor de Johann Christoph Pepusch, disque qui a rencontré un écho enthousiaste dans la presse internationale spécialisée. En 2014 suit le CD "Tenor Cantatas & Recorder Sonatas" (chez Enchiriadis) de Georg Philipp Telemann avec La Tempesta Basel.
Muriel Rochat Rienth est professeur de flûte à bec au Conservatoire de Fribourg[Lequel ?] et est mariée avec le ténor suisse Félix Rienth. Elle est l'arrière-petite-fille du peintre vaudois Théophile Bosshard.